# Mouly Surya
Pour les articles homonymes, voir Surya.
Mouly Surya, née le 10 septembre 1980 à Jakarta, est une réalisatrice et scénariste indonésienne.
Son film Marlina, la tueuse en quatre actes est sélectionné pour concourir à la Quinzaine des réalisateurs du Festival de Cannes 2017.

## Biographie
Adolescente, Mouly Surya rêve de devenir scénariste. Elle se rend en Australie pour suivre un premier cycle universitaire dans la filière Media et Littérature de l'Université Swinburne (en) à Melbourne. Elle y rencontre des amis avec lesquels elle réalise son premier court métrage. Surya se découvre alors une nouvelle passion pour la réalisation. Elle poursuit ses études en Australie par un master dans la filière Film et Télévision de l'Université Bond dont elle sort diplômée en 2005.
De retour en Indonésie, Surya travaille comme assistante réalisatrice sur le film Merah itu Cinta de Rako Prijanto où elle rencontre Rama Adi avec qui elle co-fonde en 2007 la société de production Cinesurya dans le but de produire le premier long métrage de Surya, Fiksi. (Fiction.). Adi n'aimant pas la fin de Fiksi., il propose à Joko Anwar de réécrire une partie du scénario pour que Surya puisse se concentrer sur la réalisation. Sorti le 19 juin 2008 en Indonésié, Fiksi. est un succès, le film recevant dix nominations au festival du film indonésien 2008 et remportant quatre Citra Awards dont le prix du meilleur scénario pour Anwar et Surya et le prix de la meilleure réalisation pour Surya, première et unique femme en date à avoir remporté ce trophée.
En 2013, Surya réalise Yang tidak dibicarakan ketika membicarakan cinta (What They Don't Talk About When They Talk About Love) qui lui vaut une seconde nomination au Citra Award du meilleur scénario. Ce film marque les débuts de Surya sur la scène internationale, le film étant nommé au Prix du Jury dans la catégorie fiction internationale au Festival du film de Sundance 2013.
En 2016, Surya est invitée à présenter le projet de Marlina, la tueuse en quatre actes à l'Atelier de la Cinéfondation. Elle y rencontre Isabelle Glachant de Yisha Production qui accepte de co-produire le film. Le film bénéficie alors de l'Aide aux cinémas du monde délivrée par le CNC, le Ministère de la Culture et le Ministère des Affaires étrangères. Il s'agit du premier film indonésien à obtenir cette subvention.
Le 15 mai 2020, Netflix annonce sur Twitter que Surya dirigera Jessica Alba dans un thriller d'action nommé Trigger Warning dans lequel Alba jouera une vétéran américaine traumatisée qui héritera du bar de son grand-père et découvrira la vérité sur la mort de ce dernier. Le film est diffusé sur la plateforme à partir du 21 juin 2024.

## Vie privée
Surya est une grande admiratrice du travail de Robin Campillo qu'elle a pu rencontrer à Los Angeles à l'occasion de la présentation de 120 battements par minute au Festival international du film de Palm Springs.

## Filmographie

### Scénario et réalisation
- 2008 : Fiction. (Fiksi.)
- 2009 : Kambing Jantan (uniquement scénario)
- 2013 : What They Don't Talk About When They Talk About Love (Yang tidak dibicarakan ketika membicarakan cinta)
- 2017 : Marlina, la tueuse en quatre actes (Marlina si Pembunuh dalam Empat Babak)
- 2024 : Riposte (Trigger Warning) (uniquement réalisation)

## Distinctions

### Récompenses
- 2008 : Festival international du film de Jakarta : prix du meilleur réalisateur indonésien pour son film Fiction.
- 2014 : Las Palmas Film Festival : Prix du meilleur nouveau réalisateur pour What They Don't Talk About When They Talk About Love
- 2014 : Festival international du film de Rotterdam : prix Netpac pour What They Don't Talk About When They Talk About Love

### Nominations
- 2013 : Festival du film de Sundance : Grand prix du jury (World Cinema - Dramatic) pour Yang tidak dibicarakan ketika membicarakan cinta